# Galium takasagomontanum
Galium takasagomontanum là một loài thực vật có hoa trong họ Thiến thảo. Loài này được Masam. mô tả khoa học đầu tiên năm 1936.